# O Lugar do Morto
O Lugar do Morto és una pel·lícula dramàtica portuguesa de 1984 dirigida per António-Pedro Vasconcelos, coautor del guió amb Carlos Saboga.

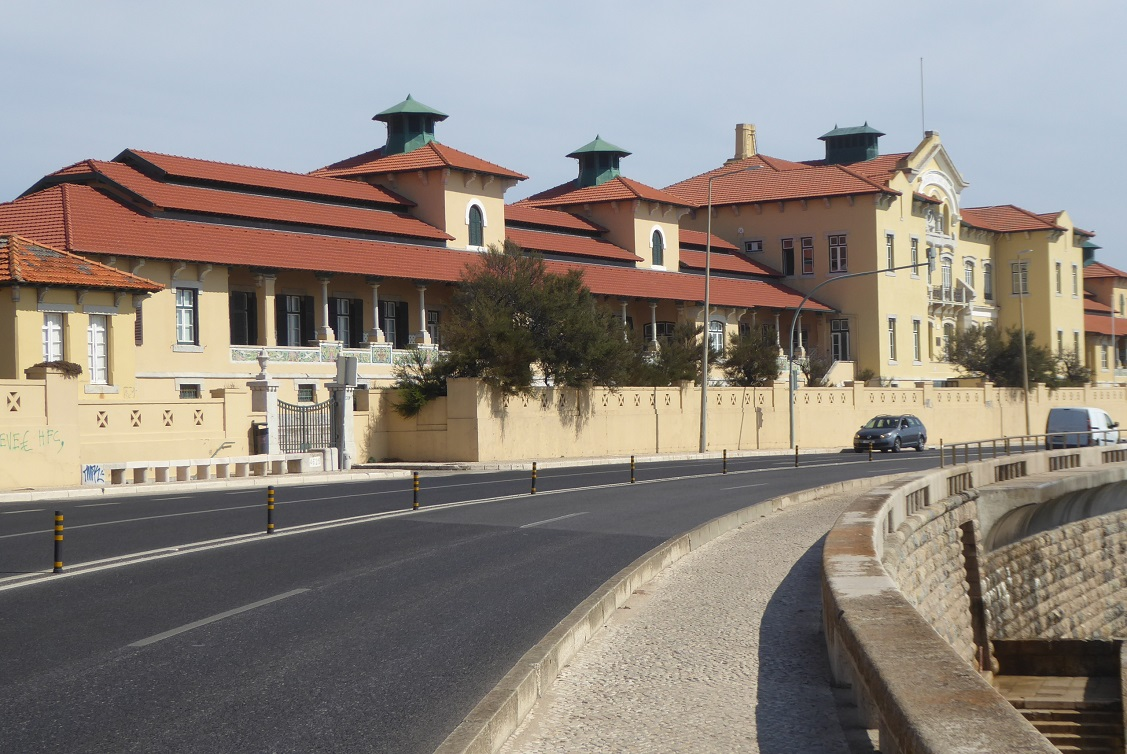
Les escenes més emblemátiques foren rodadas a l'Av. Marginal (Cascais).

La pel·lícula va ser seleccionada com a entrada portuguesa per la Millor pel·lícula en llengua estrangera als Premis Oscar de 1984, però no va ser acceptada com a nominada.

## Sinopsi
Álvaro Serpa, un periodista de trenta anys, surt de casa d'un amic a les sis del matí. Decideix agafar la carretera de la costa i aparcar el cotxe a la vora del mar. S'adorm. De sobte es desperta per veus a la llunyania. Es gira i veu un home i la seva amant discutint i atacant-se. Ella fuig i es refugia al cotxe d'Álvaro. El seu vestit, sota l'abric de pell, està esquinçat. La dona li suplica: «Treu-me d'aquí!» i marxen. Però, de cop, li demana que tornin al lloc, on troben el seu company mort... La misteriosa dona, en veure el mort, desapareix.
Comença una investigació policial sobre el suïcidi d'Álvaro Allen. Quan Álvaro Serpa és cridat a declarar, omet deliberadament la presència de la seva amant en el moment de l'accident, motivat per la seva curiositat per esbrinar qui era aquella enigmàtica dona que tant l'havia fascinat. La periodista descobreix que es diu Ana Mónica i comença a buscar-la per desentranyar el cas.

## Repartiment
- Ana Zanatti com a Ana Mónica
- Pedro Oliveira
- Teresa Madruga com a Martha
- Luís Lima Barreto com Alvaro Allen
- Carlos Coelho com a inspector Moreira
- Isabel Mota com a Dulce
- Ruy Furtado com a Neves
- Diogo Vasconcelos com a Joao
- Natalina José com a conserge